# Jonah Williams
Pour les articles homonymes, voir Williams.
(en) Statistiques sur pro-football-reference
Jonah Williams, né le 17 novembre 1997 à Atlanta en Géorgie, est un sportif professionnel de football américain qui évolue au poste d'offensive tackle dans la National Football League (NFL) depuis la saison 2019.
Sélectionné en 11e choix global lors du premier tour de la draft 2019 de la NFL par la franchise des Bengals de Cincinnati, il y joue pendant cinq saisons (2019-2023) avant de rejoindre en tant qu'agent libre les Falcons d'Atlanta en 2024.
Au niveau universitaire, il a joué pour le Crimson Tide de l'université de l'Alabama pendant trois saisons (2016-2018) au sein de la NCAA Division I FBS et sa Southeastern Conference où il remporte le titre national 2017.

## Biographie

### Jeunesse
Williams fréquente la Folsom High School à Folsom en Californie, où il joue au football américain pour les Bulldogs. En 2015, il obtient une sélection dans la deuxième équipe USA Today All-USA All-America.
Rivals.com le considère comme une recrue cinq étoiles, le classant 24e national, 5e en Californie et 2e des offensive tackles. Il reçoit également 5 étoiles de la part de 247Sports.com qui la classe 17e du pays, 3e de l'état et 2e OT. ESPN ne lui accorde que 4 étoiles et le met en 24e position des États-Unis et troisième pour la Californie et pour sa position.
Il reçoit des offres de plusieurs universités (Arkansas, Arizona, Auburn et Arizona State), mais s'engage au sein de l'Université de l'Alabama et leur équipe du Crimson Tide le 4 avril 2015.

### Carrière universitaire
Au cours de sa première saison, Williams est surnommé film junkie car il passe beaucoup de temps à revoir toutes les vidéos des matchs de son équipe afin de les étudier. Il remporte le titre national 2017 et est sélectionné dans la troisième équipe All-American. Reconnu unanimement joueur All-American en 2018, il se voit décerner le Jacobs Blocking Trophy (en) 2018. Il a également été sélectionné dans la première équipe de la SEC en 2017 et 2018 et dans leur deuxième équipe en 2016.
Le 11 janvier 2019, Williams annonce qu'il fait l'impasse sur sa dernière saison universitaire afin de se présenter à la draft 2019 de la NFL.

### Carrière professionnelle
Williams participe au NFL Scouting Combine à Indianapolis et réalise les performances suivantes : 
| Taille             | Poids            | Bras               | Main               | Sprint   | Sprint   | Sprint   | Shuttle 20 yards | 3 cones drill | Détente        | Détente            | Développé couché | Test Wonderlic |
| Taille             | Poids            | Bras               | Main               | 40 yards | 10 yards | 20 yards | Shuttle 20 yards | 3 cones drill | verticale      | horizontale        | Développé couché | Test Wonderlic |
| 6 ft 4 in (1,93 m) | 302 lbs (137 kg) | 33 in 5⁄8 (0,85 m) | 10 in 1⁄5 (0,26 m) | 5,12 s   |          |          | 4,79 s           | 8,01 s        | 28 in (0,71 m) | 8 ft 4 in (2,54 m) | 23 reps          |                |

#### Draft
Williams est sélectionné en 11e choix global lors du premier tour de la draft 2019 de la NFL par la franchise des Bengals de Cincinnati.

#### Bengals de Cincinnati
Le 25 juin 2019, il est révélé que Williams a subi une opération de l'épaule gauche pour réparer un ligament déchiré à la suite d'une blessure encourue, deux semaines avant l'opération, lors de séances d'entraînement d'avant saison. Il est placé sur la liste des blessés le 31 août 2019 et rate toute la saison.
Rétabli de sa blessure, il est désigné titulaire au poste de tackle gauche pour le début de la saison 2020. Il se blesse à nouveau au genou en 14e semaine et est placé sur la liste des réserviste le 9 décembre 2020
Les Bengals activent l'option de cinquième année du contrat de Williams le 29 avril 2022.
Sa franchise  ayant engagé le tackle gauche Orlando Brown Jr., Williams sollicite un échange en mars 2023. Il choisit finalement de rester à Cincinnati mais passe au poste de tackle droit.

#### Falcons de l'Atlanta
Le 14 mars 2024, Williams, devenu agent libre, signe un contrat de deux ans avec les Cardinals de l'Arizona. Désigné titulaire pour son premier match avec les Cardinals, il se blesse au genou et ne reprend sa place dans l'effectif qu'à partir du 20 novembre. Le 15 décembre, lors de la victoire en 15e semaine contre les Patriots, Williams recouvre un fumble de Greg Dortch (en) dans la zone d'en-but inscrivant ainsi le premier touchdown de sa carrière,.

## Statistiques
| Année          | Équipe                | MJ |       | Jeux | Jeux |    | Fumble | Fumble  | Fumble      |           | Fautes    | Fautes |  | Pénalités | Pénalités |
| Année          | Équipe                | MJ | Snaps | %    | FF   | FR | TD     | Holding | False Start | Déclinées | Acceptées |        |  |           |           |
| 2020           | Bengals de Cincinnati | 10 | 0 633 | 092  | 0    | 0  | 0      | 2       | 0           | 0         | 2         |        |  |           |           |
| 2021           | Bengals de Cincinnati | 16 | 1 045 | 100  | 0    | 0  | 0      | 2       | 2           | 0         | 5         |        |  |           |           |
| 2022           | Bengals de Cincinnati | 16 | 1 101 | 100  | 0    | 0  | 0      | 2       | 2           | 0         | 6         |        |  |           |           |
| 2023           | Bengals de Cincinnati | 17 | 1 088 | 100  | 0    | 1  | 0      | 2       | 1           | 2         | 3         |        |  |           |           |
| 2024           | Falcons d'Atlanta     | 06 | 0 343 | 083  | 0    | 1  | 1      | -       | -           | -         | -         |        |  |           |           |
| Totaux NFL     | Totaux NFL            | 65 | 4 210 | 095  | 0    | 2  | 1      | 8       | 5           | 2         | 16        |        |  |           |           |
| Totaux Bengals | Totaux Bengals        | 59 | 3 867 | 98   | 0    | 1  | 0      | 8       | 5           | 2         | 16        |        |  |           |           |